# Caribbean's Next Top Model (mùa 2)
Caribbean's Next Top Model, Mùa 2 là mùa thứ hai của Caribbean's Next Top Model, trong đó một số thí sinh cạnh tranh cho danh hiệu Caribbean's Next Top Model và một cơ hội để bắt đầu sự nghiệp của họ trong ngành người mẫu. Chương trình thể hiện các thí sinh tham vọng của toàn vùng Caribê. Mùa thứ hai của chương trình được bắt đầu vào 19 tháng 10 năm 2015.
Người chiến thắng trong cuộc thi mùa này là Kittisha Doyle, 19 tuổi từ Grenada. Cô đã nhận được:
- 1 hợp đồng người mẫu với Mint Management ở New York
- Lên ảnh bìa cùng 8 trang biên tập cho tạp chí She Caribbean
- Giải thưởng tiền mặt trị giá $25.000
- 1 chiếc điện thoại Iphone thế hệ mới nhất cùng 3 tháng sử dụng gói điện thoại di động trị giá $1.500

## Casting
Casting cho mùa thứ hai được tổ chức vào tháng 7 và tháng 8 năm 2015 tại Barbados, Quần đảo Cayman, Trinidad và Tobago và Jamaica. Những người tham gia cũng được khuyến khích đăng ký trực tuyến để dễ tiếp cận hơn cho những người tham gia tiềm năng trong khu vực.

## Các thí sinh
(Tuổi tính từ ngày dự thi)
| Đến từ              | Thí sinh           | Tuổi | Chiều cao               | Quê quán      | Bị loại ở | Hạng  |
| ------------------- | ------------------ | ---- | ----------------------- | ------------- | --------- | ----- |
| Suriname            | Raquel Wijnerman   | 23   | 1,75 m (5 ft 9 in)      | Paramaribo    | Tập 3     | 11-10 |
| Barbados            | Carol-Ann King     | 21   | 1,76 m (5 ft 9+1⁄2 in)  | Bridgetown    | Tập 3     | 11-10 |
| Trinidad and Tobago | Krissle Garcia     | 18   | 1,74 m (5 ft 8+1⁄2 in)  | Port of Spain | Tập 4     | 9     |
| Jamaica             | Mackella Moo-Young | 19   | 1,76 m (5 ft 9+1⁄2 in)  | Kingston      | Tập 5     | 8     |
| Trinidad and Tobago | Lia Ross           | 20   | 1,79 m (5 ft 10+1⁄2 in) | Port of Spain | Tập 6     | 7     |
| Saint Vincent       | Yugge Farrell      | 22   | 1,72 m (5 ft 7+1⁄2 in)  | Kingstown     | Tập 7     | 6     |
| Cayman Islands      | Sydney Solomon     | 20   | 1,73 m (5 ft 8 in)      | George Town   | Tập 8     | 5     |
| Saint Lucia         | Ayana Whitehead    | 19   | 1,75 m (5 ft 9 in)      | Castries      | Tập 9     | 4     |
| Antigua and Barbuda | Nicoya Henry       | 24   | 1,78 m (5 ft 10 in)     | St. John's    | Tập 9     | 3     |
| Puerto Rico         | Linda-Mejia Torres | 28   | 1,71 m (5 ft 7+1⁄2 in)  | Luquillo      | Tập 11    | 2     |
| Grenada             | Kittisha Doyle     | 19   | 1,78 m (5 ft 10 in)     | St. George's  | Tập 11    | 1     |

## Thứ tự gọi tên
| 1  | Nicoya    | Lia              | Kittisha | Yugge    | Nicoya   | Kittisha | Kittisha | Kittisha | Kittisha |  |  |  |  |  |  |  |
| 2  | Lia       | Ayana            | Lia      | Nicoya   | Kittisha | Nicoya   | Nicoya   | Linda    | Linda    |  |  |  |  |  |  |  |
| 3  | Yugge     | Linda            | Nicoya   | Lia      | Sydney   | Ayana    | Linda    | Nicoya   |          |  |  |  |  |  |  |  |
| 4  | Linda     | Sydney           | Mackella | Linda    | Yugge    | Linda    | Ayana    | Ayana    |          |  |  |  |  |  |  |  |
| 5  | Kittisha  | Krissle          | Linda    | Kittisha | Linda    | Sydney   | Sydney   |          |          |  |  |  |  |  |  |  |
| 6  | Ayana     | Mackella         | Ayana    | Ayana    | Ayana    | Yugge    |          |          |          |  |  |  |  |  |  |  |
| 7  | Sydney    | Kittisha         | Yugge    | Sydney   | Lia      |          |          |          |          |  |  |  |  |  |  |  |
| 8  | Raquel    | Nicoya           | Sydney   | Mackella |          |          |          |          |          |  |  |  |  |  |  |  |
| 9  | Mackella  | Yugge            | Krissle  |          |          |          |          |          |          |  |  |  |  |  |  |  |
| 10 | Carol-Ann | Carol-Ann Raquel |          |          |          |          |          |          |          |  |  |  |  |  |  |  |
| 11 |           | Carol-Ann Raquel |          |          |          |          |          |          |          |  |  |  |  |  |  |  |

     Thí sinh bị loại
     Thí sinh chiến thắng cuộc thi
- Trong tập 2, từ 15 thí sinh bán kết đã thu hẹp xuống top 10. Trước khi thí sinh được chọn, Wendy tiết lộ rằng Krissle sẽ tham gia vào cuộc thi này vì ban giám khảo khảo đã chọn trước đó, đưa số thí sinh lên mười một.
- Trong tập 3, Carol-Ann và Raquel rơi vào 2 người cuối bảng. Cả hai đều bị loại.
- Trong tập 9, Ayana, Linda & Nicoya rơi vào cuối bảng. Ayana đã bị loại trước tiên, để Linda và Nicoya là hai người cuối bảng. Nicoya là thí sinh thứ hai bị loại.
- Tập 10 là tập ghi lại khoảnh khắc từ đầu cuộc thi.

### Buổi chụp hình
- Tập 2: Tạo dáng táo bạo; Vẻ đẹp tự nhiên (casting)
- Tập 3: Diện mạo mới
- Tập 4: Khỏa thân và bị bọc sơn vàng kim lên khắp người
- Tập 5: Áo tắm ở bãi biển Mullins
- Tập 6: Khỏa thân trong rừng với kim cương và rắn
- Tập 7: Pin-up theo cặp
- Tập 8: Carnival ở bãi biển
- Tập 9: Tạo dáng trên du thuyền
- Tập 11: Tạo dáng trong đầm dạ hội màu trắng bạc